# Slap Happy
Slap-Happy é o sexto álbum de estúdio da banda estadunidense L7. Foi lançado em 24 de agosto de 1999 pela gravadora Bong Load Records, em colaboração com a Wax Tadpole Records, uma gravadora independente que a banda formou depois de ser demitida da Reprise Records em 1997. L7 gravou o álbum novamente como um trio formado pelas integrantes fundadoras Donita Sparks e Suzi Gardner, e a baterista de longa data Demetra Plakas, após a saída da baixista Gail Greenwood. O disco foi feito com baixo orçamento e produzido pela banda e pelo amigo das integrantes Brian Haught.
Ao contrário dos álbuns anteriores do L7, Slap-Happy contém músicas mais variadas e de ritmo mais lentos, algumas das quais apresentam elementos de outros gêneros, como o hip hop. Após o seu lançamento, o disco recebeu críticas em sua maioria mistas dos críticos contemporâneos, alguns o acharam previsível e muito semelhante aos lançamentos anteriores, mas outros destacaram certas músicas por seus arranjos ágeis. Comercialmente, vendeu pouco em parte devido à má distribuição e ao pouco apoio dado pela Bong.

## Antecedentes e gravação
Slap-Happy é o sucessor do álbum anterior do L7, The Beauty Process: Triple Platinum de 1997. Assim como seus antecessores, The Beauty Process foi lançado pela Slash Records, em colaboração com a  Reprise, uma importante gravadora de propriedade da Warner Music Group. Após o álbum ser liberado, a baixista Gail Greenwood, que substituiu a fundadora Jennifer Finch em 1996, deixou a banda devido aos horários descoordenados; Greenwood foi criada em Rhode Island, enquanto o L7 foi criado em Los Angeles, Califórnia. L7 então continuaria como um trio formado pelas integrantes fundadoras Donita Sparks e Suzi Gardner, e a baterista de longa data Demetra Plakas. Em 1998, a banda lançou o álbum ao vivo Live: Omaha to Osaka, através da gravadora independente Man's Ruin Records.
Depois de serem demitidas pela Reprise em 1997, L7 estava interessado em manter uma abordagem independente, fazendo o que elas quisessem fazer. Sparks e Gardner explicaram que a banda queria lançar um álbum de inéditas ainda em 1999, e se elas optassem por uma oferta de uma outra grande gravadora certamente teriam que esperar até 2000, para um novo lançamento. Como resultado, a banda assinou um contrato com o selo pouco conhecido Bong Load Records e formou a Wax Tadpole Records, uma gravadora independente com o nome da primeira música do seu álbum de estreia homónimo. Embora a banda tenha deixado a cena da música mainstream antes devido a problemas de distribuição, Sparks disse que elas estariam negociando com a Bong Load, para garantir a distribuição de Slap-Happy, observando que "não há nada mais frustrante para um artista na turnê de um disco, do que saber que os fãs não encontraram o trabalho nas lojas".
A maioria das músicas em Slap-Happy foram gravadas antes da banda decidir se associar a Wadle Tadpole. Sparks e Gardner escreveram todas as canções, em sua maioria na casa de Gardner, mesmo que todo o grupo tenha contribuído para o álbum de uma forma ou de outra. Ao contrário de seu predecessor, Slap-Happy foi feito com um orçamento baixíssimo. Segundo Sparks; "Nós utilizamos muitos estúdios caseiros, usamos muitos dos nossos próprios equipamentos. Acho que há muita vida neste disco, e mesmo assim eu acho que quando começamos nossa própria gravadora, estávamos temendo ter que dar um grande passo para baixo na produção, por causa dos aspectos financeiros". O álbum foi produzido por Brian Haught, um amigo das integrantes que deixou a banda usar seu estúdio, segundo as elas; "apenas por causa da bondade de seu coração". Slap-Happy foi gravado e mixado em Synical Labs, PCS Studios, Sound City, de Prume Studios, Sonors Studios e King Sound and Pictures em Los Angeles. A masterização de áudio ocorreu no Precision Mastering, também em Los Angeles.

## Músicas e letras
Slap-Happy foi considerado mais variado do que os álbuns anteriores do L7, no quesito diversidade de gêneros musicais. Embora o álbum apresente várias canções com riffs de guitarra bastante agressivos, que são reminiscentes dos lançamentos anteriores da banda, como visto nas faixas "On My Rockin 'Machine'", "Long Green" e "Mantra Down", que também contém acordes calmos de guitarras, o álbum também possui baladas como "Livin 'Large'" e "Freezer Burn". A canção foi descrita por Marc Weingarten da revista Rolling Stone, como "uma espécie de grito de guerra para a subclasse do indie-rock", enquanto a última foi vista como uma melodia que "justapõe palavras duras entregues em vocais suaves e flutuantes." Slap-Happy também contém músicas que emprestam elementos de outros gêneros além do rock. Por exemplo, a música "Little One", contém elementos de polka e música country. Como Sparks observou; "Nós ouvimos todos os tipos de música, mas eu ouço rock muito pouco, na verdade. Nossa proposta era praticamente fazer o que sempre fizemos, mas não estamos preocupadas em se adequar a um determinado estilo de música, há diversidade em nossas composições".
A faixa "Freeway", que foi definida pela banda como "o sucesso dançante do ano", apresenta elementos de hip-hop, influenciado por vozes rasgadas. Suas letras foram inspiradas por um artigo do jornal Los Angeles Times, sobre um homem que parou seu caminhão em uma autoestrada de Los Angeles e cometeu suicídio depois de acender seu caminhão no fogo e obstruir o tráfego. As vozes amostradas foram tiradas de teclados Casio CZ synthesizers, que Sparks e Suzi compraram anteriormente em uma loja do Guitar Center. O álbum traz letras humorísticas e irreverentes. Sparks observou que muitas músicas são "de duas caras. Há muito mascaramento", ela também disse que Slap-Happy era "quase um cuspe no olho da nossa antiga gravadora, que nos deixou abandonadas, era como; "um foda-se, vamos fazer outro disco de qualquer maneira!". A faixa de abertura "Crackpot Baby" é a primeira canção do L7 a apresentar uma harmonia vocal de três vozes, enquanto "Stick to the Plan" fala sobre um "masturbador crônico/com amor em seus olhos."

## Promoção e lançamento
Slap-Happy foi lançado em 24 de agosto de 1999 em vinil e CD. Uma versão diferente do single "Freeway" foi lançada pela gravadora on-line Atomic Pop em fevereiro de 1999. Para promover o álbum, um avião voou sobre a plateia durante a turnê de concertos Lilith Fair no estádio Rose Bowl, em Pasadena, Califórnia, em 17 de julho, com um banner que dizia: "Furado? Cansado? Tente L7". No dia seguinte, um avião rebocou outro banner sobre a multidão durante o Warped Tour, em Asbury Park, Nova Jérsia. A banda também divulgou o álbum com uma turnê pelo Estados Unidos, que começou em 15 de agosto em San Diego, Califórnia e terminou em 24 de setembro em Cleveland Heights, Ohio. A baixista Janis Tanaka, anteriormente membro da banda de São Francisco Stone Fox, ingressou no L7 como parte do grupo na turnê. A digressão também percorreu toda a Europa em 2000. Ao contrário dos álbuns anteriores do grupo, Slap-Happy não entrou nas paradas de álbuns dos EUA ou do Reino Unido. Em 2008, Sparks revelou que o álbum sofreu baixíssimas vendas, em parte devido à má distribuição e o pouco apoio dado por parte da gravadora Bong Carga.

## Recepção da crítica
| Críticas profissionais        | Críticas profissionais |
| Avaliações da crítica         | Avaliações da crítica  |
| Fonte                         | Avaliação              |
| ----------------------------- | ---------------------- |
| AllMusic                      | [ 17 ]                 |
| Alternative Press             | [ 18 ]                 |
| The Austin Chronicle          | [ 19 ]                 |
| Christgau's Consumer Guide    | [ 20 ]                 |
| Daily Nebraskan               | B                      |
| Encyclopedia of Popular Music | [ 21 ]                 |
| Entertainment Weekly          | B                      |
| Q                             | [ 23 ]                 |
| Rolling Stone                 | [ 10 ]                 |
| Spin                          | 4/10                   |

Após o seu lançamento, Slap-Happy recebeu críticas geralmente mistas dos críticos contemporâneos. Marc Weingarten, da Rolling Stone, elogiou a banda por "fazer direito seu punk metal", comentando que o Slap-Happy "é todo tocado para cima, para baixo, sem desculpas ou mudanças gratuitas". A revista Q destacou o projeto por seu "distintivo ruído punk", que "permanece praticamente o mesmo, mas evolui o suficiente para ser interessante". Em contraste, Craig Daniels da publicação Exclaim!, criticou o sonoridade do álbum por ser "estéril e carente de energia", em comparação com os lançamentos anteriores do L7, mas elogiou-o por ser "um disco bastante sólido".
A editora Natasha Stovall, da revista Entertainment Weekly, destacou a abordagem diferente do álbum, afirmando que, embora a "pegada neo-Go-Go's" de músicas como "Livin 'Large" e "Little One", possa ser decepcionante "para os viciados na ultra-macha-punk", a doce harmonia pop de Slap-Happy tem "uma pegada super cativante de Joan Jett e entusiasmo de ritmo acelerado". Jason Hardy do jornal Daily Nebraskan ecoou pensamentos semelhantes, observando que o novo estilo do álbum, introduziu um lado "groovy" ao som do L7 que "que provavelmente não sabíamos que existia". Stephen Thomas Erlewine, do banco de dados AllMusic, descreveu o álbum como "um trabalho respeitável, mas previsível", afirmando que "deixa muito pouco uma impressão duradoura", apesar de "algumas das músicas serem grudentas, e a banda soar enérgica e musculosa".
No entanto, nem todas as críticas foram favoráveis. Erik Himmelsbach da revista Spin, criticou o disco por ser essencialmente o mesmo que todos os anteriores da banda, comentando; "O que antes era mais rápido, solto e despojado, agora soa preguiçoso e estúpido". Raoul Hernandez, do jornal The Austin Chronicle, criticou duramente a segunda metade da obra por ser "muito longa, nasal, que vem se tornando uma auto-paródia". Embora o projeto tenha recebido uma reação mista dos meios de comunicação, Sparks retrospectivamente o considerou "um bom álbum", e o elegeu seu terceiro disco favorito no L7, atrás de The Beauty Process e Smell the Magic.

## Faixas
Todas as faixas escritas e compostas por Donita Sparks e Suzi Gardner. 
| N.º            | Título                  | Duração |  |
| 1.             | "Crackpot Baby"         | 2:38    |  |
| 2.             | "On My Rockin' Machine" | 2:20    |  |
| 3.             | "Lackey"                | 3:01    |  |
| 4.             | "Human"                 | 3:00    |  |
| 5.             | "Livin' Large"          | 3:57    |  |
| 6.             | "Freeway"               | 2:42    |  |
| 7.             | "Stick to the Plan"     | 4:59    |  |
| 8.             | "War With You"          | 3:38    |  |
| 9.             | "Long Green"            | 2:41    |  |
| 10.            | "Little One"            | 1:41    |  |
| 11.            | "Freezer Burn"          | 4:06    |  |
| 12.            | "Mantra Down"           | 4:01    |  |
| Duração total: | Duração total:          | 38:44   |  |

## Créditos
| L7 - Donita Sparks → vocal, guitarra, baixo, produção, direção de arte e fotografia - Suzi Gardner → guitarra, vocal, produção e direção de arte - Demetra Plakas → bateria, percussão, produção e direção de arte - Gail Greenwood → baixo apenas na faixa "Freezer Burn" e engenharia Músicos adicionais - Brian Haught – produção, mixagem e engenharia - Tom Rothrock → mixagem - Rob Schnapf → mixagem | - Joe Barresi → mixagem - Billy Bowers → mixagem, engenheiro - Don C. Tyler → materialização - Ivan de Prume → engenharia - Jeff Skelton → assistente de engenharia - Bryan Brown → fotografia e engenharia - Viggo Mortensen → fotografia - Kirk Canning → direção de arte |